# Padre Pedrote
Padre Pedrote ist eine chilenische Fernsehserie über den Pfarrer Jacinto Pedrote, der in Santiago de Chile diverse Verbrechen aufklärt.

## Handlung
Jacinto Pedrote ist der Pfarrer einer kleinen Gemeinde in den Anden und führt das gewöhnliche Leben eines Geistlichen. Eines Tages jedoch wird er während eines Spaziergangs Zeuge einer Gotteserscheinung: Ein Busch beginnt zu brennen und gibt ihm den Auftrag, einen Feldzug gegen das Böse zu führen und Rache an denen zu üben, die sich an ihren Mitmenschen vergehen und die Zehn Gebote missachten. In der glühenden Mittagshitze bricht der Pfarrer darauf allerdings zusammen, als er jedoch gefunden und verarztet wird, ist er felsenfest davon überzeugt, auf Gott gestoßen zu sein und bricht mit seiner Schwester Manuela und einer Schrotflinte auf nach Santiago, einem Hort der Sünde. Als er während eines Bankraubs  mit seiner Waffe auf einen Verbrecher schießt und ihn anschließend der Polizei übergibt, gerät er erstmals an den Polizeikommissar Bernardo Escobar, der sein bester Freund wird und ihn zunehmend in seine Ermittlungen miteinbezieht, da ein Serienmörder, der nur als El Lobo bekannt ist, die Stadt unsicher macht. Pedrote beginnt ihn mit Hilfe des Computerspezialisten Paco Hermoso zu jagen, doch El Lobo schafft es immer wieder ihm zu entkommen. In der letzten Folge der ersten Staffel stellt der gewalttätige Pfarrer dann einen Gehilfen von El Lobo, Eduardo, und tötet ihn dabei. Jetzt beschließt Pedrote, seine Waffe abzulegen und die Verbrecher nur noch mit der Kraft seines Verstandes aufzuspüren, dabei versucht er immer wieder noch ein zweites Mal mit seinem Gott zu sprechen. Eine oft wiederkehrende Phrase ist „Auge um Auge“, ein Satz, den Pedrote vor allem in der ersten Staffel in nahezu jeder Folge sagt.

## Hintergrund
Die Serie wird seit 2006 gedreht, ist 2008 allerdings vorübergehend eingestellt worden, weil es an Produktionsgeldern mangelt. Die Idee für die Serie bekam der chilenische Erfolgsautor Daniel Aguilar, als er seinem Sohn die Dornbuschszene aus der Bibel vorlas. Unter anderem für seine zahlreiche Anspielungen auf Hollywood-Produktionen wie Pulp Fiction von Quentin Tarantino bekannt, entwickelte sich die Serie rasch zu einem der Publikumsrenner im chilenischen Fernsehen, die Katholische Kirche erwirkte jedoch, dass diese erst ab Mitternacht ausgestrahlt werden dürfe. In Deutschland ist die Serie am ehesten mit der Serie Pfarrer Braun vergleichbar, auch wenn Padre Pedrote einen deutlich höheren Grad an gewaltverherrlichenden Szenen aufweist. 2006 und 2007 gewann die Serie zweimal in Folge den Chilenischen Fernsehpreis für die beste Kriminalserie.